# ディアント・ラマイ
ディアント・ラマイ（Diant Ramaj、2001年9月19日 - ）は、ドイツ・シュトゥットガルト出身のサッカー選手。FCコペンハーゲン所属。ポジションはGK。

## クラブ経歴
2018年に1.FCハイデンハイムの下部組織へ加入し、2019-20シーズンにトップチームへと昇格。3番手という立ち位置ではあったものの、2シーズンの間トップチームに在籍した。
2021年5月10日、3年契約でアイントラハト・フランクフルトへ移籍した。2022年1月16日、FCアウクスブルクとの試合で先発フル出場したことでブンデスリーガデビューを飾った。
2023年8月3日、アヤックス・アムステルダムへ移籍し、5年契約を交わした。
2025年2月3日、ボルシア・ドルトムントに移籍したが、シーズン終了までFCコペンハーゲンにレンタルされることになった。

## 代表経歴
2018年から2021年までドイツの世代別代表に招集されていた。